# Vera Cruz (Schiff, 1952)
Die Vera Cruz war ein 1952 in Dienst gestelltes Passagierschiff der portugiesischen Reederei Companhia Colonial de Navegação. Das Schiff blieb bis 1973 in Fahrt und ging anschließend zum Abbruch ins taiwanische Kaohsiung. Zum Zeitpunkt ihrer Indienststellung war die Vera Cruz das größte Passagierschiff Portugals.

## Geschichte
Die Vera Cruz entstand unter der Baunummer 748 bei Cockerill-Sambre in Antwerpen und wurde am 2. Juni 1951 als damals größtes Passagierschiff Portugals vom Stapel gelassen. Nach der Übernahme an die Companhia Colonial de Navegação im Februar 1952 nahm das Schiff den Liniendienst von Lissabon nach Santos auf, wechselte jedoch bereits 1953 auf die Route nach Buenos Aires. Im selben Jahr wurde es auf dieser Strecke durch das leicht vergrößerte Schwesterschiff Santa Maria ergänzt.
1960 wechselte die Vera Cruz nach sieben Jahren auf die Strecke von Lissabon nach Angola. Wegen der dort wenige Monate später beginnenden Unruhen wurde das Schiff ab 1961 sowohl für den Passagierdienst als auch als Truppentransporter genutzt.
Nach einer Dienstzeit von insgesamt 21 Jahren wurde die Vera Cruz im Frühjahr 1973 ausgemustert und zum Abbruch ins taiwanesische Kaohsiung verkauft, wo sie am 19. April 1973 eintraf. Ihr Schwesterschiff Santa Maria ging ebenfalls 1973 zum Abwracken nach Kaohsiung.